# Koopman Peak
Der Koopman Peak ist ein über 2200 m hoher Berg im westantarktischen Marie-Byrd-Land. Er ragt 3 km östlich des Moran Buttress an der Nordseite der Wisconsin Range in den Horlick Mountains auf.
Der United States Geological Survey kartierte den Berg anhand eigener Vermessungen und mittels Luftaufnahmen der United States Navy aus den Jahren zwischen 1960 und 1964. Das Advisory Committee on Antarctic Names benannte ihn 1967 nach Kenneth E. Koopman von der United States Navy, Teilnehmer an der Operation Deep Freeze der Jahre 1965, 1966 und 1967.